# Fluoruro de bario
El fluoruro de bario (BaF2) es un compuesto inorgánico con la fórmula BaF2. Es un sólido incoloro que se encuentra en la naturaleza como el raro mineral frankdicksonita. En condiciones estándar, adopta la estructura de fluorita y, a alta presión, la estructura de PbCl2. Al igual que el CaF2, es resistente e insoluble en agua.
Por encima de ca. 500 °C, el BaF2 se corroe por la humedad, pero en ambientes secos se puede utilizar hasta 800 °C. La exposición prolongada a la humedad degrada la transmisión en el rango de los rayos ultravioleta del vacío. Es menos resistente al agua que el fluoruro de calcio, pero es el más resistente de todos los fluoruros ópticos a la radiación de alta energía, aunque su transmitancia ultravioleta lejana es menor que la de los otros fluoruros. Es bastante duro, muy sensible al choque térmico y se fractura con bastante facilidad.